# (17019) Aldo
(17019) Aldo (1999 DV3) – planetoida z pasa głównego asteroid okrążająca Słońce w ciągu 4,15 lat w średniej odległości 2,58 j.a. Odkryta 23 lutego 1999 roku.